# Chi ti conosce?
Chi ti conosce? è stato un game show televisivo a premi italiano, prodotto dalla Nonpanic e condotto da Max Giusti. Il programma è andato in onda dal 27 agosto al 5 ottobre 2018, e dal 3 al 17 giugno 2019 sul NOVE, dal lunedì al venerdì, nella fascia dell'access prime time.

## Edizioni
| Edizione | Periodo        | Periodo        | Puntate |
| Edizione | Inizio         | Fine           | Puntate |
| -------- | -------------- | -------------- | ------- |
| 1ª       | 27 agosto 2018 | 5 ottobre 2018 | 30      |
| 2ª       | 3 giugno 2019  | 17 giugno 2019 | 11      |

## Audience
| Edizione | Rete televisiva | Anno | Stagione       | Programmazione | Programmazione | Programmazione | Programmazione | Programmazione | Programmazione | Programmazione | Collocazione      | Telespettatori | Share |
| Edizione | Rete televisiva | Anno | Stagione       | L              | M              | M              | G              | V              | S              | D              | Collocazione      | Telespettatori | Share |
| -------- | --------------- | ---- | -------------- | -------------- | -------------- | -------------- | -------------- | -------------- | -------------- | -------------- | ----------------- | -------------- | ----- |
| 1ª       | NOVE            | 2018 | estate-autunno |                |                |                |                |                |                |                | Access prime time | 185 000        | 0,85% |
| 2ª       | NOVE            | 2019 | estate         | 170 000        | 0,80%          |                |                |                |                |                | Access prime time |                |       |

## Il programma
Il programma è stato creato interamente in Italia da un'idea di Georgia Luzi, e doveva alternarsi con Boom!, già in onda sulla stessa rete con lo stesso conduttore.
Gli autori del programma sono: Manuela Brogna, Francesco Gorgoni, Antonio Losito, Andrea Masci, Giuliano Rinaldi e Lucia Ugatti.
Il programma ha avuto sin da subito una scarsa accoglienza da parte del pubblico, tanto che dopo 30 puntate, NOVE decide di sospenderlo per bassi ascolti, tuttavia 11 delle 55 rimanenti puntate vanno in onda dal 3 al 17 giugno 2019.

## Meccanismo
In questo programma, ad ogni puntata, partecipava una coppia di concorrenti che gioca per vincere fino a 100.000 euro. 
Nella prima fase, i due concorrenti dopo aver conosciuto il protagonista di puntata sito al centro dello studio, devono abbinare correttamente sei dei sette personaggi, tra cui un intruso, collegati alla vita di quest'ultimo. Ad ogni scelta delle sei categorie che nascondono un legame diretto con il protagonista (partner, personal trainer, ex compagno di scuola, estetista, ecc.) viene fatto un test per dimostrare la loro identità. Una volta abbinate tutte e sette le categorie, la coppia, in un minuto davanti al touchscreen, può decidere se cambiare la griglia degli abbinamenti oppure confermarla.
Al termine di questa fase la coppia giocherà per un montepremi determinato a seconda degli abbinamenti corretti. La scala dei premi è così determinata:
- 5.000 euro per un abbinamento corretto;
- 10.000 euro per due abbinamenti corretti;
- 25.000 euro per tre abbinamenti corretti;
- 50.000 euro per quattro abbinamenti corretti;
- 75.000 euro per cinque abbinamenti corretti;
- 100.000 euro per tutti e sei gli abbinamenti corretti.

La coppia per poter vincere il montepremi accumulato al termine della prima fase, deve affrontare la prova del Rischia o dimezza in cui devono rispondere correttamente a cinque domande a scelta multipla con tre opzioni di risposta sulla vita del protagonista di puntata. Una volta risposto a tutte le domande, viene dato dal conduttore il numero di domande indovinate e la coppia per poter vincere il montepremi può decidere rischiando se cambiare alcune risposte alle domande cui si è risposto senza alcun aiuto, oppure, cambiare le risposte sapendo a quali domande si è sbagliato giocando per la metà del montepremi accumulato. Se la coppia risponderà correttamente a tutte le domande vincerà la somma accumulata, altrimenti, non vincerà nulla.